# Фабрициус, Эрнст (композитор)
Эрнст Фредрик Фабрициус (швед. Ernst Fredrik Fabritius; 2 июля 1842, Выборг — 8 октября 1899, Лапинъярви) — финский композитор и скрипач шведского происхождения. Отец журналиста Альмара Фабрициуса и психиатра Харальда Фабрициуса. Дядя композитора Эрнста Милька и певицы Эдды Мильк (Эрнроот).
Родился в семье Иоганна Габриэля Фабрициуса, преподавателя древних языков. Начал заниматься музыкой в Выборге у Рихарда Фальтина, затем в 1857—1861 гг. учился в Лейпцигской консерватории у Фердинанда Давида (скрипка) и Э. Ф. Э. Рихтера (композиция). В 1859 г. дебютировал в Хельсинки как скрипач, но уже в 1864 г. прекратил исполнительскую карьеру из-за травмы (встречаются и утверждения, что, по словам самого Фабрициуса, перспектива до конца жизни играть сотни раз одни и те же музыкальные произведения его не прельщала).
Наиболее известное сочинение Фабрициуса — концерт для скрипки с оркестром (1877), ему также принадлежат оркестровые увертюры, фортепианные пьесы, песни. Считается, что Фабрициус был первым профессиональным композитором, положившим на музыку текст на финском языке (стихотворение своего двоюродного брата Юлиуса Крона), - впрочем, иногда эта заслуга приписывается Акселю Габриэлю Ингелиусу. Симфония Фабрициуса (1878) осталась неоконченной: были написаны только две части, впервые исполненные тогда же в ходе прощального концерта в честь Яромира Гржимали.
В 1880-е гг. отошёл от музыкальной деятельности и занялся фермерством, особенно коневодством, которым к этому времени уже успешно занимался его младший брат Людвиг. В 1888 г. опубликовал учебник по коневодству (швед. Hästen). С 1896 г. заведовал сельскохозяйственной школой в Лапинъярви.